# Thử vai
Thử vai (tiếng Anh: screen test) là một phương pháp xác định mức độ thích hợp của một diễn viên hay nữ diễn viên với việc diễn xuất trong một bộ phim hay với một vai diễn cụ thể. Thông thường, diễn viên sẽ được đưa cho một phân cảnh, hay một số đoạn đối thoại và hành động được lựa chọn trước, và được hướng dẫn diễn xuất trước một máy quay để xem họ có thích hợp hay không. Đoạn phim sau khi phát triển như vậy sau đó sẽ được thẩm định bởi các thành viên thích hợp trong đoàn làm phim như đạo diễn tuyển vai và đạo diễn chính. Diễn viên có thể được yêu cầu mang theo một đoạn độc thoại chuẩn bị trước hay nếu cần, diễn viên sẽ được nhận một đoạn kịch bản và đọc tại chỗ (thường gọi là "đọc nguội" - tiếng Anh: cold reading). Trong một số trường hợp, diễn viên có thể được yêu cầu đọc một phân cảnh nào đó, và một diễn viên khác sẽ được gọi đến để đọc lời thoại của nhân vật còn lại - hai người đối thoại với nhau.

## Phân loại
Diễn thử cũng có thể được dùng để kiểm tra mức độ thích hợp của phục trang, trang điểm và một số chi tiết khác, nhưng nói chung những công việc này thường được gọi là các buổi thử nghiệm phục trang hoặc hoá trang. Diễn viên thuộc các thể loại khác nhau có thể được yêu cầu làm các việc khác nhau trong mỗi buổi thử riêng. Ví dụ, diễn viên chính trong một bộ phim nhạc kịch sẽ được yêu cầu hát một ca khúc phổ biến hoặc học một tiết mục nhảy. Phương pháp diễn thử thường được sử dụng trong phim ảnh và các đoạn quảng cáo trên đài phát thanh, truyền hình, v.v... Chúng cũng có thể được sử dụng cho các phim ngắn.
Các diễn viên quốc tế như Bruce Lee được giao cho các bài diễn thử để thể hiện họ có khả năng sử dụng lưu loát và hiệu quả ngôn ngữ thích hợp hay không. Trong trường hợp của Lee, để thử nghiệm cho vai diễn Kato trong phim The Green Hornet, anh được yêu cầu nói chuyện về văn hoá Trung Quốc bằng tiếng Anh để kiểm tra xem anh hiểu và nắm được ngôn ngữ này đến mức nào, và sau đó phải thực hiện một số động tác võ thuật để trình diễn các kĩ năng cơ thể của mình.